# Белия зъб и спасението
Белия зъб и спасението е италиански игрален филм, в основата на който е залегнала едноименната повест на Джек Лондон. Режисьор на филма е Тонино Ричи. Той е продължение на филмите Белия зъб и Завръщането на Белия зъб, режисирани от Лучио Фулчи.
Филмът е в жанр спагети уестърн. По известен е с английското си заглавие - „White Fang To The Rescue“. Разказва историята на Белия зъб, един убиец и една мечка в Скалистите планини.

## В ролите
- Маурицио Мерли – Бърт Халоуей
- Хенри Силва – Мистър Нелсън
- Ренцо Палмър – Сержант от RCMP
- Жизела Хан – Кати
- Бенито Стефанели – Джаксън
- Доналд О'Брайън – Карол
- Лучиано Роси – Бейли
- Манфред Фрайбъргър
- Серджо Смачи – Бенджамин Доувър
- Марко Стефанели
- Чезаре Ди Вито
- Атило Дотесио
- Симоне Санто
- Натале Сиди
- Рикардо Пицути – Нелсън Хечман
- Матео Зофоли – Ким
- Омеро Капана – Нелсън Хечман (некредитиран)
- Пиетро Ториси – Нелсън Хечман (некредитиран)